# دستور جلسه
دستور جلسه (فرانسوی: L'Ordre du jour‎) داستانی است توسط اریک وویار که در تاریخ ۲۹ آوریل ۲۰۱۷ توسط اکت سود در مجموعه «مکانی برای رفتن» منتشر شده‌است. این کتاب در سال ۲۰۱۷ جایزه گنکور را دریافت کرد.

## خلاصه داستان
«دستور جلسه» داستانی نسبتاً کوتاه دریاره نخستین جرقه‌های پیدایش حکومت رایش سوم در دهه سی میلادی است و نشان می‌دهد که چگونه «بزرگترین بلاها اغلب با گام‌های کوچک آغاز می‌شوند.»